# Георгиевка (Кармаскалинский район)
Гео́ргиевка (баш. Георгиевка) — деревня в Кармаскалинском районе Республики Башкортостан Российской Федерации. Входит в состав Ефремкинского сельсовета.

## География

### Географическое положение
Расстояние до:
- районного центра (Кармаскалы): 22 км,
- центра сельсовета (Ефремкино): 5 км,
- ближайшей ж/д станции (Тюкунь): 8 км.

## Население
| 2002 | 2009 | 2010 |
| ---- | ---- | ---- |
| 44   | ↘6   | ↗27  |

Национальный состав
Согласно переписи 2002 года, преобладающие национальности — башкиры (54 %), русские (39 %).